# Уютное (Судак)

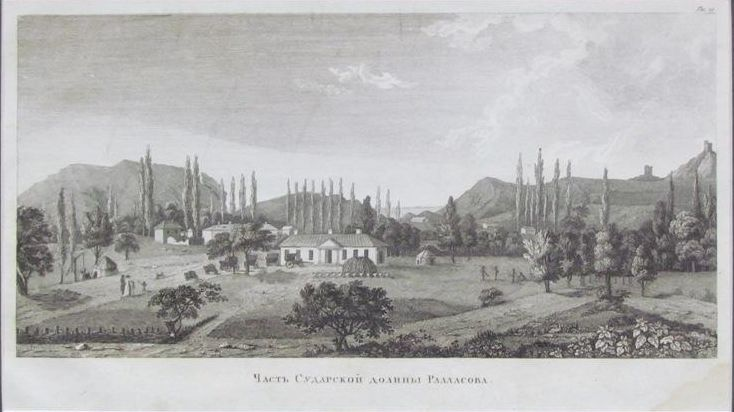
«Часть Сударской долины Ралласова» (немецкая колония). Лист из альбома ко второй части издания П. И. Сумарокова «Досуги крымского судьи или Второе путешествие в Тавриду» 1805 год.

Ую́тное (до 1948 года Неме́цкая коло́ния; укр. Уютне) — упразднённое село в Судакском регионе Республики Крым; включено в состав Судака, сейчас это — западная часть города, севернее и западнее Генуэзской крепости.

## История
Согласно энциклопедическому словарю «Немцы России», немецкая колония Судак, или Судак-Крепость, или просто Крепость (нем. Die Festung), была основана в 1805 году 16 семьями выходцев из Вюртемберга на 685 десятинах (на 1811 год) земли. Шарль Монтандон в своём «Путеводителе путешественника по Крыму, украшенный картами, планами, видами и виньетами…» 1833 года так описал селение 
колония «Судак», расположенная у подножия старинной генуэзской крепости, состоит из 14 домов. Население насчитывает 100 жителей. Количество лоз в виноградниках достигает 178 650 штук, ежегодно дающих около 4 000 ведер вина.
 Впервые отмечена на карте 1836 года, на которой в деревне 10 дворов, а на карте 1842 года немецкая колония Судакская обозначена условным знаком «малая деревня» (это означает, что в ней насчитывалось менее 5 дворов). По другим данным уже в 1835 году в Судак-Крепости была открыта начальная немецкая школа (со сроком обучения 7 лет). Преподавались Закон Божий, немецкий и русский языки, арифметика, география, чистописание, черчение, пение. В 1891 году в школе обучалось 18 мальчиков и 23 девочки. В первой половине XIX века административно входила вначале в Крымский, затем — в Цюрихтальский колонистский округ. На 1816 год — 74 жителя, 1825 год — 90; в 1857 году числилось 5 дворов и 11 безземельных семей — 168 жителей. Занятия колонистов — садоводство, виноградарство, производство марочных вин.

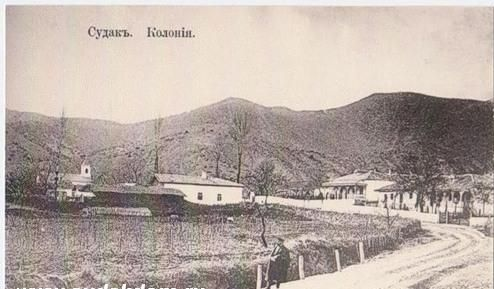
Немецкая колония. Судак, Крым, 1912 год.

В 1860-х годах, после земской реформы Александра II, деревню приписали к Таракташской волости. В «Списке населённых мест Таврической губернии по сведениям 1864 года», составленному по результатам VIII ревизии 1864 года, Судак — немецкая колония ведомства попечения иностранным колонистам, с 14 дворами, 111 жителями, лютеранским молитвенным домом и развалинами генуэзской крепости на берегу моря. По обследованиям профессора А. Н. Козловского начала 1860-х годов, селение «…изобилуют родники прекрасной пресной воды». На трёхверстовой карте Шуберта 1865—1876 года обозначена Немецкая колония Судакская с 16 дворами, но в «Памятной книге Таврической губернии 1889 года», включившей результаты Х ревизии 1887 года, записан один Судак, с 24 дворами и 133 жителями. В 1887 году в колонии построена лютеранская кирха.
После земской реформы 1890-х годов деревня осталась в составе преобразованной Таракташской волости. В «…Памятной книжке Таврической губернии на 1892 год» записан опять один Судак, без уточнений, составлявший Судакское сельское общество с 380 жителями в 32 домохозяйствах. По «…Памятной книжке Таврической губернии на 1902 год» в деревне Судак, входившей в Судакское сельское общество, числилось 336 жителей в 23 домохозяйствах, однако в 1911 году в деревне насчитывалось 238 жителей. В том же году в колонии начали мостить улицы. По Статистическому справочнику Таврической губернии. Ч.II-я. Статистический очерк, выпуск пятый Феодосийский уезд, 1915 год, в деревне Судак Таракташской волости Феодосийского уезда числилось 29 дворов с немецким населением в количестве 164 человек приписных жителей и 22 «посторонних».
После установления в Крыму Советской власти, по постановлению Крымревкома от 8 января 1921 года была упразднена волостная система и село включили в состав вновь созданного Судакского района Феодосийского уезда,, а в 1922 году уезды получили название округов. 11 октября 1923 года, согласно постановлению ВЦИК, в административное деление Крымской АССР были внесены изменения, в результате которых округа ликвидировались и Судакский район стал самостоятельной административной единицей. Согласно Списку населённых пунктов Крымской АССР по Всесоюзной переписи 17 декабря 1926 года, в немецкой колонии Судак-Крепость, центре переименованного к 1940 году в Тельманский, Немецко-колонистского сельсовета Судакского района, числилось 58 дворов, из них 66 крестьянских, население составляло 276 человек, из них 216 немцев, 48 русских, 1 украинец, 1 еврей, 4 записаны в графе «прочие», действовала немецкая школа I ступени (пятилетка).

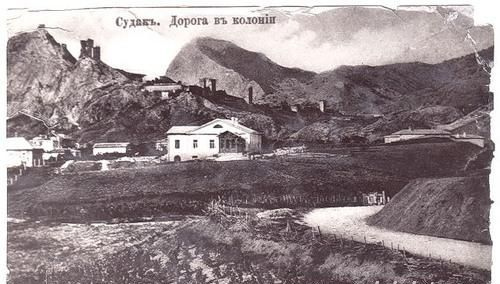
Дорога в немецкую колонию. 1912 г.

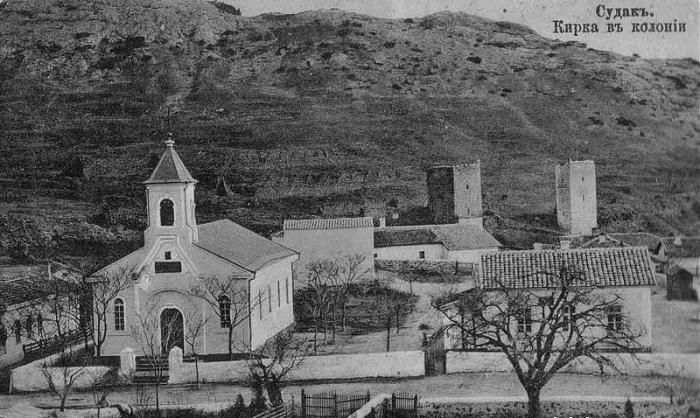
Лютеранская кирха в Судаке. 1912 г.

Вскоре после начала Великой Отечественной войны, 18 августа 1941 года крымские немцы были выселены — сначала в Ставропольский край, а затем в Сибирь и северный Казахстан.
В 1944 году, после освобождения Крыма от фашистов, 12 августа 1944 года было принято постановление № ГОКО-6372с «О переселении колхозников в районы Крыма» и в сентябре 1944 года в район приехали первые новоселы (2469 семей) из Ставропольского и Краснодарского краёв, а в начале 1950-х годов последовала вторая волна переселенцев из различных областей Украины. С 25 июня 1946 года селение в составе Крымской области РСФСР. Указом Президиума Верховного Совета РСФСР от 18 мая 1948 года Немецкую колонию переименовали в Уютное. 26 апреля 1954 года Крымская область была передана из состава РСФСР в состав УССР. Время создания Ильичёвского сельсовета и включения в него Уютного пока не установлено: на 15 июня 1960 года село уже числилось в его составе. Указом Президиума Верховного Совета УССР «Об укрупнении сельских районов Крымской области» от 30 декабря 1962 года Судакский район был упразднён, а село включили в состав Алуштинского района. 1 января 1965 года указом Президиума ВС УССР «О внесении изменений в административное районирование УССР — по Крымской области» Уютное было передано в Феодосийский горсовет в составе Судакского поссовета. В период с 1968 по 1977 годы село присоединили к Судаку.

### Динамика численности населения
| - 1816 год — 74 чел. - 1825 год — 90 чел. - 1833 год — 100 чел. - 1857 год — 168 чел. - 1864 год — 111 чел. - 1889 год — 133 чел. | - 1892 год — 380 чел. - 1902 год — 336 чел. - 1911 год — 238 чел. - 1915 год — 164/22 чел. - 1926 год — 276 чел. |

### Известные уроженцы
- Николай Иванович Зибер — известный экономист.